# 667年
| 千纪： | 1千纪                                                                                           |
| 世纪： | 6世纪 \| 7世纪 \| 8世纪                                                                         |
| 年代： | 630年代 \| 640年代 \| 650年代 \| 660年代 \| 670年代 \| 680年代 \| 690年代                       |
| 年份： | 662年 \| 663年 \| 664年 \| 665年 \| 666年 \| 667年 \| 668年 \| 669年 \| 670年 \| 671年 \| 672年 |
| 纪年： | 丁卯年（兔年）；唐（新罗）乾封二年                                                                  |

## 大事记
- 唐高宗因久疾，命太子李弘監國。
- 天智天皇遷都近江。
- 李勣攻下高句麗新城（今遼寧撫順北高爾山城），薛仁貴與領路的淵男生順利在鴨綠江附近集合，攻取扶餘城後，又攻下大行城（今遼寧丹東西南娘娘城）。
- 阿史那都支、李遮匐率西突厥弩失畢部歸附吐蕃。吐蕃控制了瓦罕走廊。
- 根據《西藏王臣记》和《新红史》《如意宝树》，安集大使蘇定方很有可能與吐蕃戰爭中擊殺禄东赞。噶尔·东赞和663年后担任安集大使防备吐蕃的唐军统帅苏定方二人卒年皆在乾封二年（667年）
- 因为朝廷斗争导致苏定方不少战功被删除，两唐书苏定方传结尾就有段话，于高宗乾封二年(667)去世，享年七十六岁。高宗悼念他，责备身边的朝臣说：“苏定方为国家立有功劳，应该表彰，你们都不说话，什么原因呢？”这才追认他为左骁卫大将军、幽州都督，谥号为“庄”。

## 各国领袖

### 美洲
- 玛雅 - 巴加尔二世, 帕伦克君主 (615–683)

### 亚洲
- 中国 (唐朝) - 唐高宗，中国皇帝 (649–683)
- 日本 (飞鸟时代) - 天智天皇，日本天皇 (661–672)
- 朝鲜半岛 (朝鲜三国) -
  - 高句丽 - 宝藏王，高句丽王 (642–668)
  - 新罗 - 文武王，新罗王 (661–681)
- 吐蕃 - 芒松芒赞，吐蕃赞普 (650–677)
- 高棉帝国 - 阇耶跋摩一世，高棉王 (657–681)
- 印度
  - 巴拉瓦王朝 - Narasimhavarman I (630–668)
  - 遮娄其王朝 – Vikramaditya I (655–680)
  - 东遮娄其王朝 – Jayasimha I (641–673)
  - 西恒伽王朝 – Bhuvikarma (654–679)

### 中东
- 阿拉伯帝国 - 穆阿威叶一世，倭马亚王朝哈里发 (661–680)

### 欧洲
- 拜占庭帝国 - 君士坦斯二世 (641–668)
- 法兰克王国 - 
  - 奥斯特拉西亚 - 希尔德里克二世, 奥斯特拉西亚王 (662–675)
  - 纽斯特里亚和勃根地王国 - 克洛泰尔三世, 纽斯特里亚王 (655–673)
- 西哥特王国 - 拉斯文思 (649–672)
- 大保加利亚 - 巴颜 (665–668)
- 伦巴底王国 - 格里摩尔德（英语：Grimoald, King of the Lombards） (662–671)
- 英格兰 (七国时代) - 俄斯维乌（英语：Oswiu of Northumbria）, 不列颠的统治者（Bretwalda）
  - 东盎格利亚 - 埃尔德伍尔夫（英语：Ealdwulf of East Anglia） (664–713)
  - 埃塞克斯王国 - 
    - 西格赫尔（英语：Sighere of Essex） (664–683)
    - 塞比（英语：Sæbbi of Essex） (664–694)

  - 肯特王国 - 艾格伯特（英语：Ecgberht of Kent） (664–673)
  - 默西亚王国 - 伍尔夫赫尔（英语：Wulfhere of Mercia）, 默西亚王 (658–675)
  - 诺森布里亚 -
    - 伯尼西亚 - 俄斯维乌（英语：Oswiu）, 伯尼西亚王（英语：King of Northumbria） (642–670)
    - 德伊勒 - 空位期, 德伊勒王（英语：King of Northumbria） (664–670)

  - 萨塞克斯王国 - Æthelwealh (c.660-c.685)
  - 韦塞克斯 - 森沃尔赫（英语：Cenwalh of Wessex）, 韦塞克斯王 (643–674)
- 苏格兰
  - 达尔里阿达 - Domangart mac Domnaill, 达尔里阿达（Dál Riata）王 (660–673)
  - 斯特拉斯克莱德王国 - Elfin of Alt Clut (658–693)
- 威尔士 -
  - 格威尼德王国 - Cadwaladr (655–682)
  - 波伊斯王国

## 出生
- 張說

## 逝世
- 苏定方
- 禄东赞，吐蕃大相。